# Astylopsis fascipennis
Astylopsis fascipennis är en skalbaggsart som beskrevs av Schiefer 2001. Astylopsis fascipennis ingår i släktet Astylopsis och familjen långhorningar. Inga underarter finns listade.